# Gijounet
Gijounet é uma comuna francesa na região administrativa de Occitânia, no departamento de Tarn. Estende-se por uma área de 15,13 km². Em 2010 a comuna tinha 138 habitantes (densidade: 9,1 hab./km²).

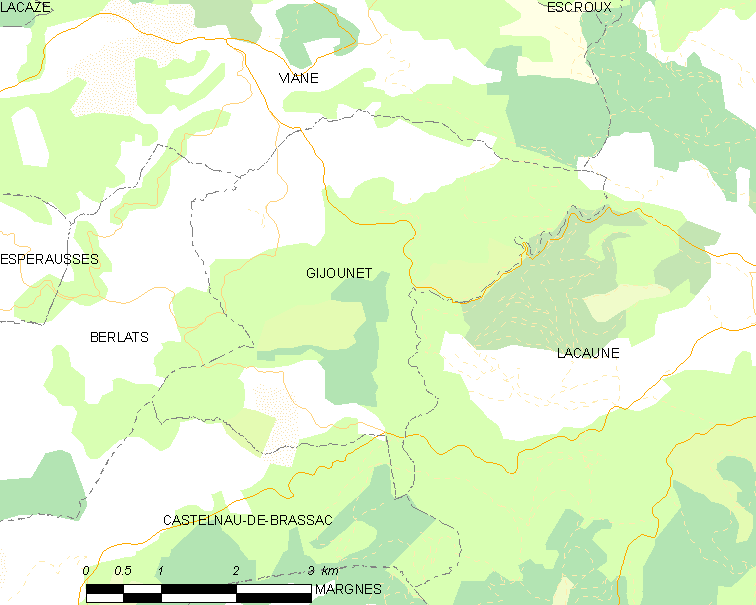
Mapa